# FS E626 sorozat

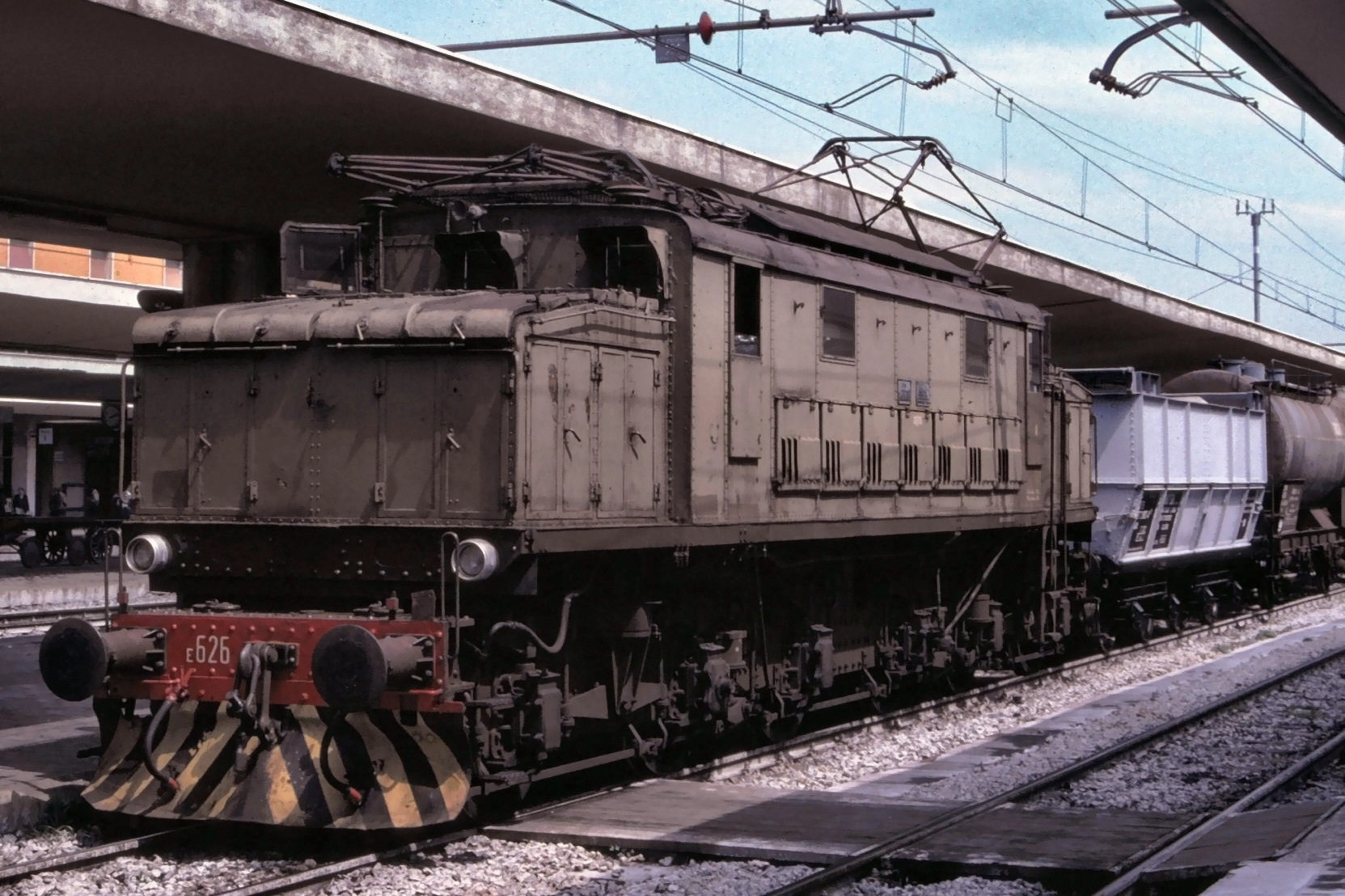
Az E.626 106 Pisában

Az FS E.626 sorozat egy olasz villamosmozdony-sorozat volt. 1927 és 1939 között összesen 448 db (+ a prototípusok) készült belőle. Ezek voltak az első 3000 V egyenáramot használó mozdonyok Olaszországban.
Az FS 1999-ben vonta ki a forgalomból a sorozatot.

## Története
Az E.626 sorozat a Ferrovie dello Stato (FS, Olasz Vasutak) 1926-ban kiadott kérésének eredménye, amely egy új mozdonyra vonatkozott a Foggia és Benevento között épülő új 3000 V-os egyenáramú vonalra.A tervezést Giuseppe Bianchi, a modern olasz vasút "megalapítójának" csapata végezte a firenzei FS Vontatási és Anyagi Szolgálatnál. A követelmény előírta, hogy a mozdony hat vontatótengellyel rendelkezzen, hogy javítsa a tapadást a meredek vonalakon. Az E.626 sorozat összesen 448 darabot számlált három sorozatban, amelyek mindegyike csak kis elektromechanikai különbségekkel rendelkezett. Régimódi, de megbízható volt, és a 3000 V egyenfeszültségű új FS-vonalak fő támasza lett, amely fokozatosan elterjedt az egész félszigeten.

## Kísérletek
Az első próbák 1927 szeptemberében a Foggia-Benevento vonalon történtek, három, Savigliano által épített prototípussal, a manchesteri Metropolitan-Vickers által biztosított elektromos berendezésekkel. Az első 14 prototípus (nyolc E.625-ös, alacsonyabb áttételű, teherszállításra szánt, és hat E.626-os) erősnek és megbízhatónak bizonyult, és a következő évben állt forgalomba. Az egyetlen gyermekbetegség a tengelyekre szerelt hat 32R motorral volt, amelyek oldalirányban lógtak a keresztirányú gerendák fölött, egy olyan rendszerrel, amelyet a korabeli gőz- és háromfázisú mozdonyok bonyolult oldalsó rúdjainak elkerülésére találtak ki. A sorozatos meghibásodások után úgy döntöttek, hogy a sebességet 95 km/h-ra korlátozzák. A vontatásvezérlést három különböző motorkombináció (soros, soros-párhuzamos, párhuzamos) biztosította ellenállás-alapú reosztátokon keresztül. Az erőátvitel meglehetősen zajos volt, de abban az időben a személyzet kényelme nem volt kiemelt fontosságú. A kocsiszekrény egyetlen acéldarabból állt, csuklós alvázra szerelve. A nagyméretű motorháztetők a végeken korlátozták a sínek láthatóságát, és a harmadik szériától kezdve csökkentették a méretüket.

## Tömeggyártás

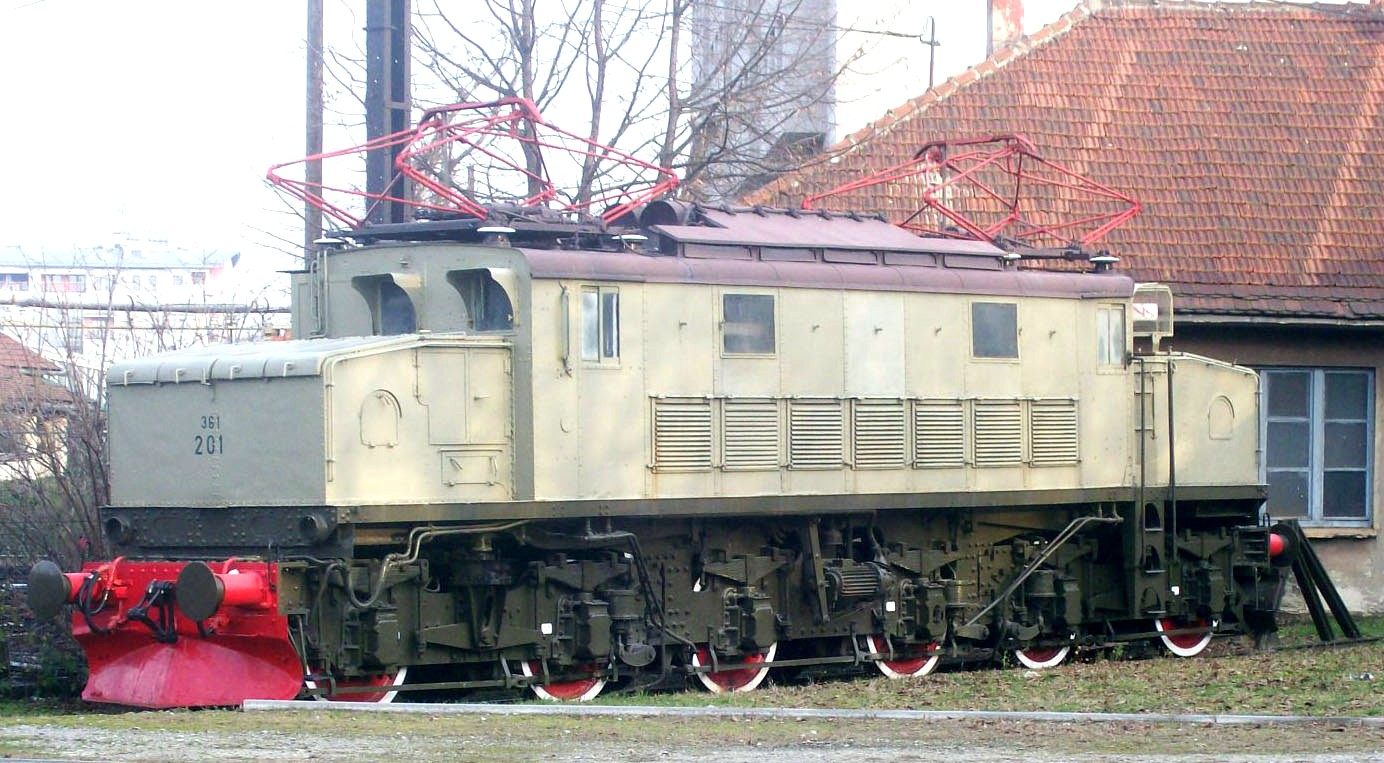
JŽ E361 sorozat

1930-ban megkezdődött a sorozatgyártás, az első sorozat 85 darabból állt. Közben az E.625-ösöket E.626-osra alakították át. 1934-1938 között rekordszámú, 308 darabot gyártottak, 1939-ben pedig az utolsó, alacsony áttételű sorozatot szállították (később szabványosították őket). Az 1940-es évek új E636-osa kezdetben a motorokat és néhány elektromechanikus berendezést megosztotta az E.626-ossal.
A második világháború pusztításai után, 1946-ban korszerűsítési és javítási program indult. Néhány más egység a korábban Olaszország által megszállt országokban maradt. Tizenhét mozdony került a Jugoszláv Vasutakhoz (E626-os, 1957-től E61-es, 1962-től pedig 361-es sorozatba sorolt mozdonyok), 1958-ban pedig négyet Csehszlovákiának (E 666.0 sorozat). Mivel az E.626-osok már nem voltak alkalmasak a személyszállítási feladatok ellátására, az E.626-osokat teherszállítási szolgálatba állították át, eltekintve attól, hogy Olaszország egyes területein elővárosi vonatokon közlekedjenek.
Az 1970-es években az E.626-osok kiestek az FS kegyeiből, részben a szakszervezetek panaszai miatt, amelyek a személyzet rossz munkakörülményeire vonatkoztak. Tizennégy egységet eladtak magánvasutaknak, a fennmaradó egységeket pedig fokozatosan korszerűbb sorozatokra cserélték, majd selejtezték. Az utolsó kivont egység az E.626.194-es volt, amelyet 1999-ben mentővonatokra használtak.